# Интифада
Интифада (арап. انتفاضة — истресање) је уобичајени назив за устанке Палестинаца против Израелa.

## Прва интифада
Прва интифада почела је 1987. године, почела се гасити 1991, а прекинута је 1993, након потписивања Споразума из Осла и успостављања Палестинске Народне Самоуправе.
Палестинци су, након израелско-арапских ратова, били остали без своје државе, а Појас Газе и Западна обала постала су окупирана подручја под израелском војном управом. Много незадовољних Палестинаца наставило је да живи у избегличким логорима по окупираним подручјима. Са друге стране, израелски насељеници све чешће граде насеља на палестинском подручју.
Крајем осамдесетих година ситуација је била толико напета да је било довољно убиство једног Јевреја у Гази и прометна несрећа у којој су погинула четворица палестинских избеглица па да 6. децембра 1987. почну велике демонстрације. Приликом протеста један је израелски војник убио Палестинца, што је потакло нове побуне.
Палестинци устројавају своје паравојне јединице и почињу се борити против Израелаца. Притом су противудари израелске, знатно опремљеније војске имали много већи учинак.
То је видљиво и из коначног броја жртава од децембра 1987. до потписивања Споразума из Осла 1993. У том су периоду убијена 1.162 Палестинца, и 160 Израелаца.

## Друга интифада
Друга интифада, позната и као Интифада ел Акса, означава израелско-палестински сукоб који је почео у септембру 2000, након што је израелски политичар Аријел Шарон, тада вођа опозицијске странке Ликуд, ушао на простор јерусалимских џамија (велика џамија се зове ал-Акса), гдје је до 1. века стајао јеврејски Храм. У октобарским су се протестима палестинским Арапима придружили и израелски Арапи. Посебно су тешки сукоби између Арапа и израелске војске избили у Назарету и другим градовима Галилеје, где дотада није било сукоба. Кроз неколико месеци наставили су се жестоки протести Палестинаца сваког петка, након молитве у џамији ал-Акса. Сукоби су се наставили у Рамали, Џенину и Гази.
Након линча двојице израелских резервиста, претходно заробљених у Рамали од стране палестинске полиције, сукоби постају трајни. Палестинци почињу с терористичким самоубилачким нападима, који односе многе животе недужних, а израелска војска одговара сравњивањем читавих насеља са земљом и снажним одговорима на најмањи отпор.
У овој Интифади, која још није службено завршена, од 2000. до 2004. убијена су 3.223 Палестинца и 950 Израелаца.